# Ashibetsu
Ashibetsu (jap. 芦別市, -shi) ist eine Stadt in der Unterpräfektur Sorachi auf der Insel Hokkaidō (Japan).

## Geographie
Ashibetsu liegt südlich von Asahikawa und nordöstlich von Sapporo.

## Geschichte
Die Stadt besteht seit dem 1. April 1953. Aufgrund der Nähe zum Ishikari-Kohlefeld war die Stadt Zentrum des japanischen Kohlebergbaus – die letzte Mine schloss jedoch 1992. Heute sind Land- und Forstwirtschaft die wichtigsten Wirtschaftszweige – insbes. der Anbau von Reis, Kartoffeln und Kürbis.

## Verkehr
Der Bahnhof Ashibetsu liegt an der Nemuro-Hauptlinie, die Takikawa mit Furano verbindet.
Ashibetsu ist über die Nationalstraße 38 und 452 erreichbar.

## Söhne und Töchter der Stadt
- Date Chūichi (* 1939), Politiker

## Angrenzende Städte und Gemeinden
- Utashinai
- Fukagawa
- Akabira
- Bibai
- Mikasa (Hokkaidō)
- Yūbari
- Asahikawa
- Furano